# Buchnera schliebenii
Buchnera schliebenii är en snyltrotsväxtart som beskrevs av Melch.. Buchnera schliebenii ingår i släktet Buchnera och familjen snyltrotsväxter. Inga underarter finns listade i Catalogue of Life.